# Сіахаан Ремі Рамаулі
Сіахаан Ремі Рамаулі (індонез. Remy Romauli Siahaan) (1941) — індонезійський дипломат. Надзвичайний і Повноважний Посол Республіки Індонезія в Україні (2001-2005)/

## Життєпис
Народився у 1941 році в місті Маланг, Східна Ява. У 1971-му закінчив Джакартський університет (Індонезія). Володіє англійською та французькою мовами.
З 1975 по 1977 — очолював секції з прикордонних питань Генерального директорату політичних справ МЗС Індонезії.
З 1997 по 1982 — очолював бюро інформації Посольства Індонезії в КНДР.
З 1982 по 1984 — в. о. заступника директора відділу договорів із соціальних питань та культури Директорату міжнародних договорів Генерального директорату політичних справ МЗС Індонезії.
З 1984 по 1989 — очолював бюро інформації Посольства Індонезії в Кореї.
З 1989 по 1990 — заступник директора з юридичних питань генерального директорату політичних справ МЗС Індонезії, заступник директора директорату переговорів з політичних питань та питань міжнародної безпеки генерального директорату політичних справ МЗС Індонезії.
З 1990 по 1995 — інспектор МЗС Індонезії.
З 1995 по 1998 — очолював секцію політичних питань Представництва Індонезії при відділенні ООН у Женеві.
З 1998 по 2001 — радник-посланник Посольства Індонезії у Великій Британії.
З 2001 по 2005 — Надзвичайний і Повноважний Посол Республіки Індонезія в Україні.